# Taeniura lymma
La raya de arrecife (Taeniura lymma) es una especie de elasmobranquio rajiforme de la familia Dasyatidae (rayas látigo). Tiene manchas azules dispersas que contrastan sobre un cuerpo verdoso o grisáceo. Este pez tiene una espina tóxica en la base de su cola y es capaz de clavar su peligroso aguijón si se ve amenazado. Se encuentra en zonas arenosas junto arrecifes del Océano Índico principalmente.
La hembra da luz de 3 a 7 crías y las alimenta con la secreción de una leche uterina.

## Ecología
Es una de las rayas más abundantes que habitan los arrecifes del Indo-Pacífico. Generalmente se desplaza durante el día en solitario, escondida dentro de cuevas, bajo salientes de coral o debajo de otros elementos (incluidos los pecios), a menudo mostrando sólo su cola. De noche, se mueve en pequeños grupos durante la pleamar, que nadan a poca profundidad sobre fondos de arena para alimentarse. A diferencia de muchas otras rayas, rara vez se entierra en la arena. Para alimentarse excava agujeros en busca de moluscos, cangrejos y pequeños peces óseos bentónicos. Cuando encuentra una presa, la atrapa con el cuerpo y la conduce a la boca. Otros peces siguen con frecuencia a estas manadas de rayas cuando se alimentan, en busca de restos de alimentos.
Los predadores conocidos de esta especie son los tiburones martillos (Sphyrnidae) y los delfines nariz de botella (Tursiops). También son potenciales predadores otros peces y mamíferos marinos grandes. Cuando se sienten amenazadas, tienden a huir desplazándose en zigzag, para deshacerse de sus perseguidores.

## Relación con los humanos
Aunque tímida e inofensiva hacia los seres humanos, esta especie puede infligir una herida muy dolorosa por medio del veneno que inyectan las espinas de su cola. Su apariencia atractiva y su relativamente pequeño tamaño, la han convertido en la raya más comúnmente encontrada en los acuarios. Sin embargo, pocas veces se comporta bien en cautividad y son muy pocos los aficionados capaces de mantenerlas durante mucho tiempo. Incluso individuos aparentemente sanos inexplicablemente mueren o dejan de comer. Se utiliza como alimento en el este de África, el Sudeste asiático y Australia. Se captura intencionada o accidentalmente con redes de arrastre y trampas para peces.

## Galería de imágenes

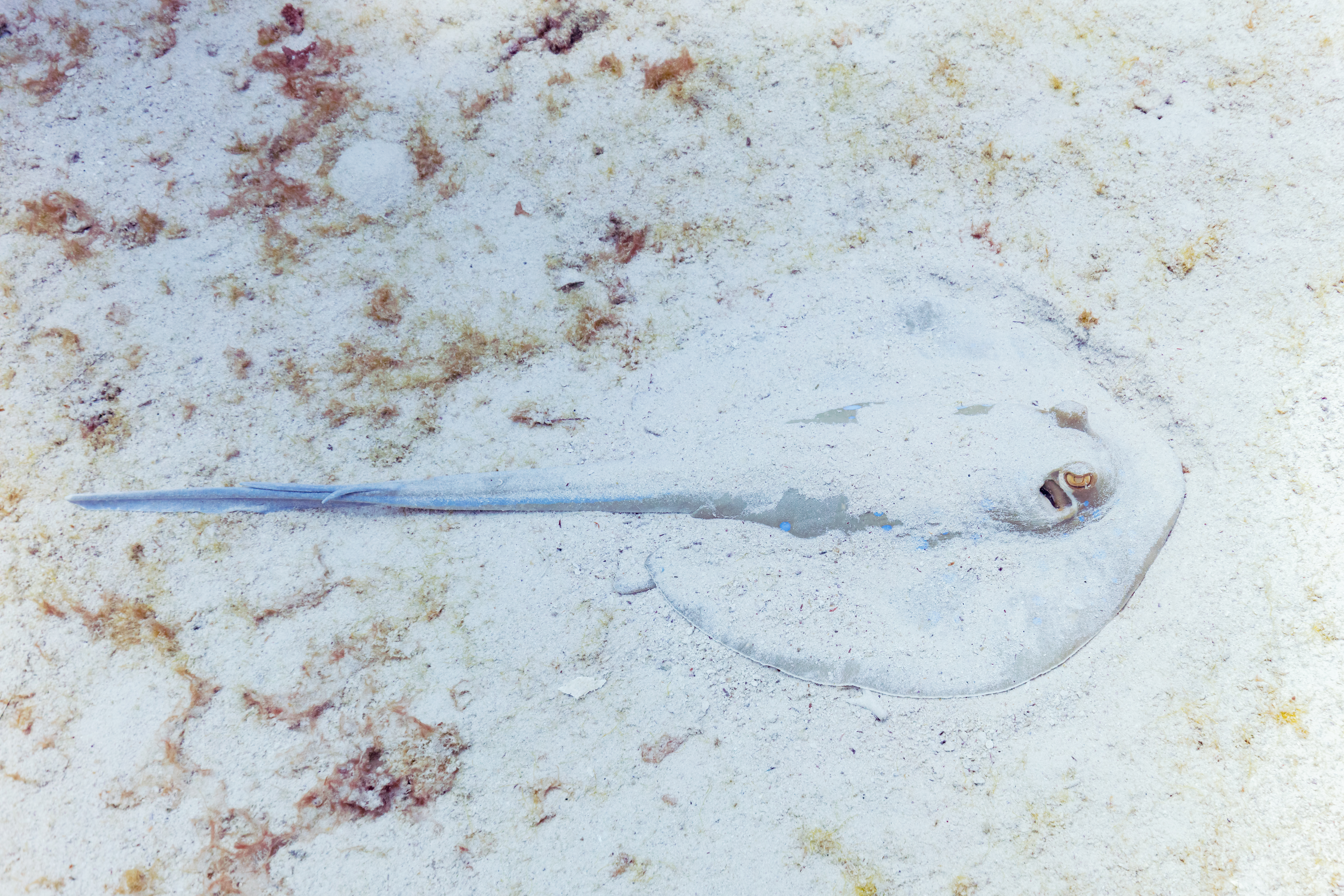
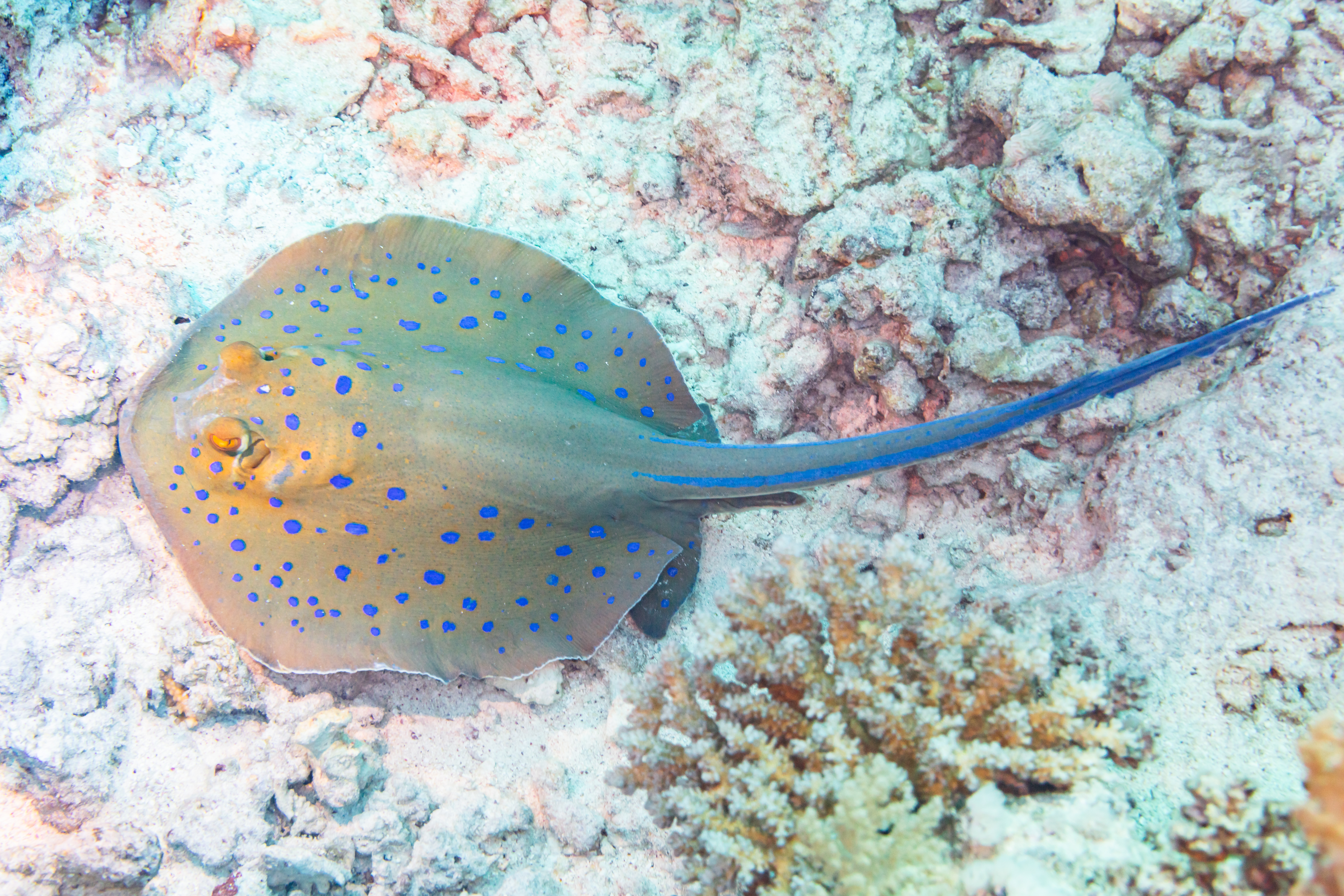
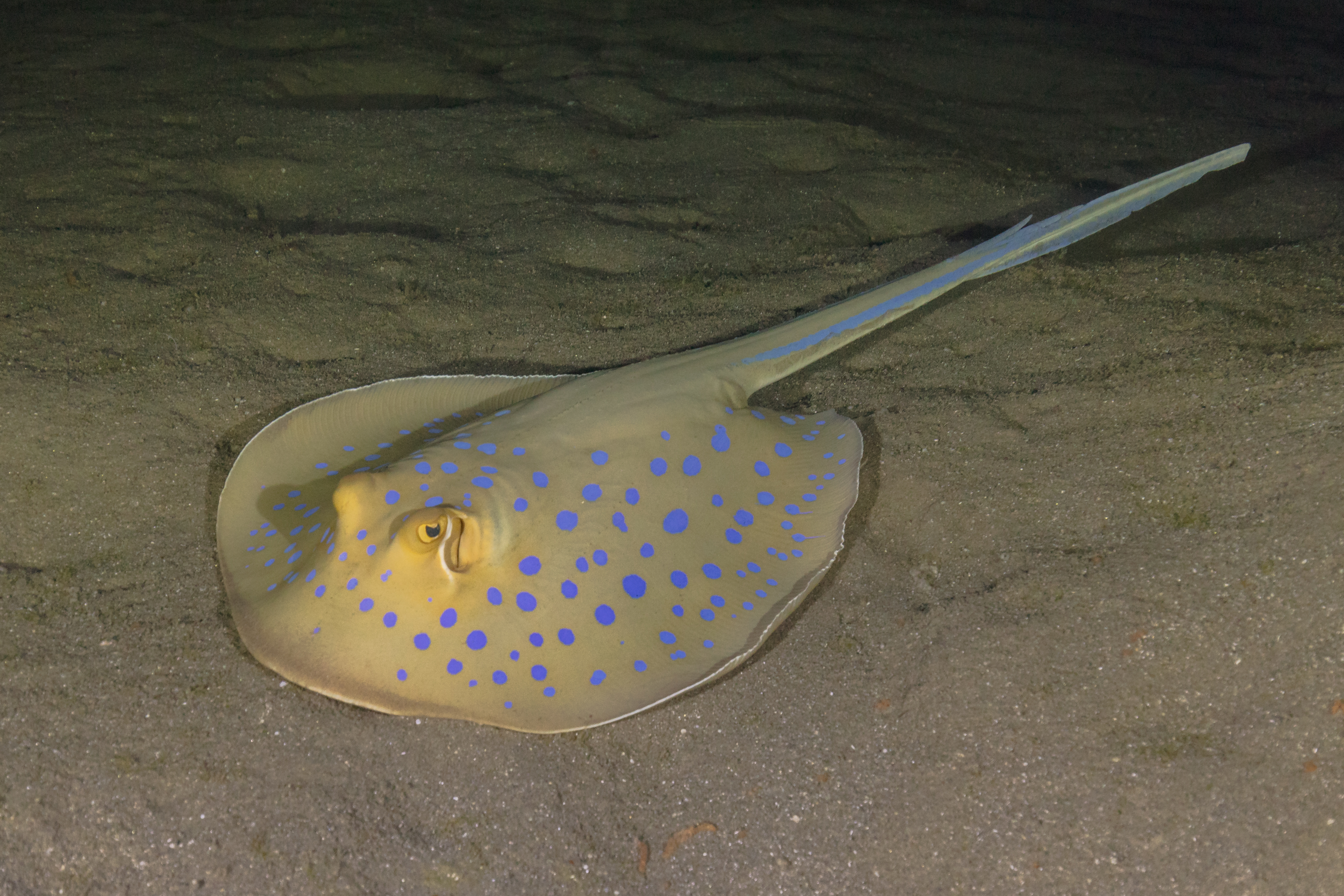
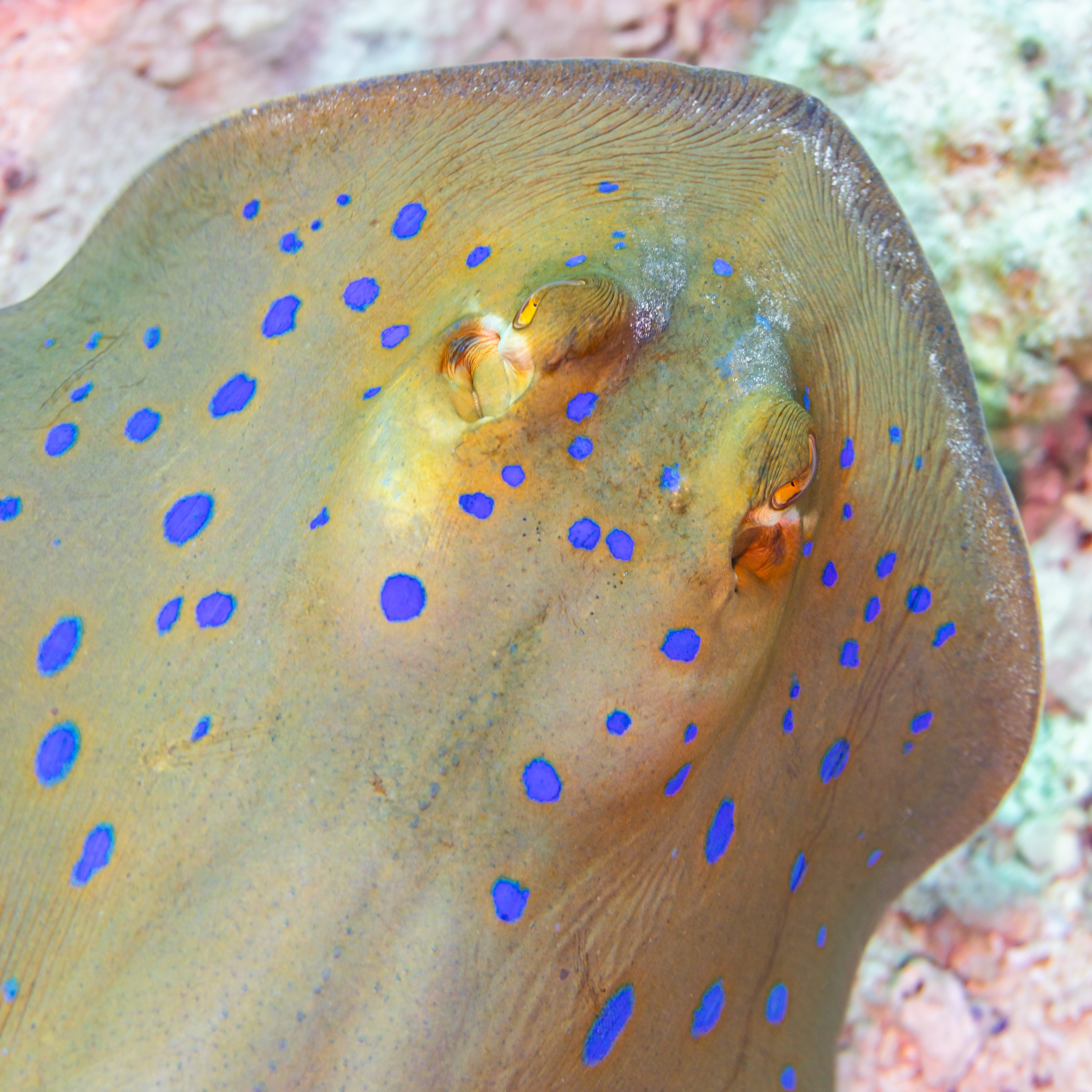
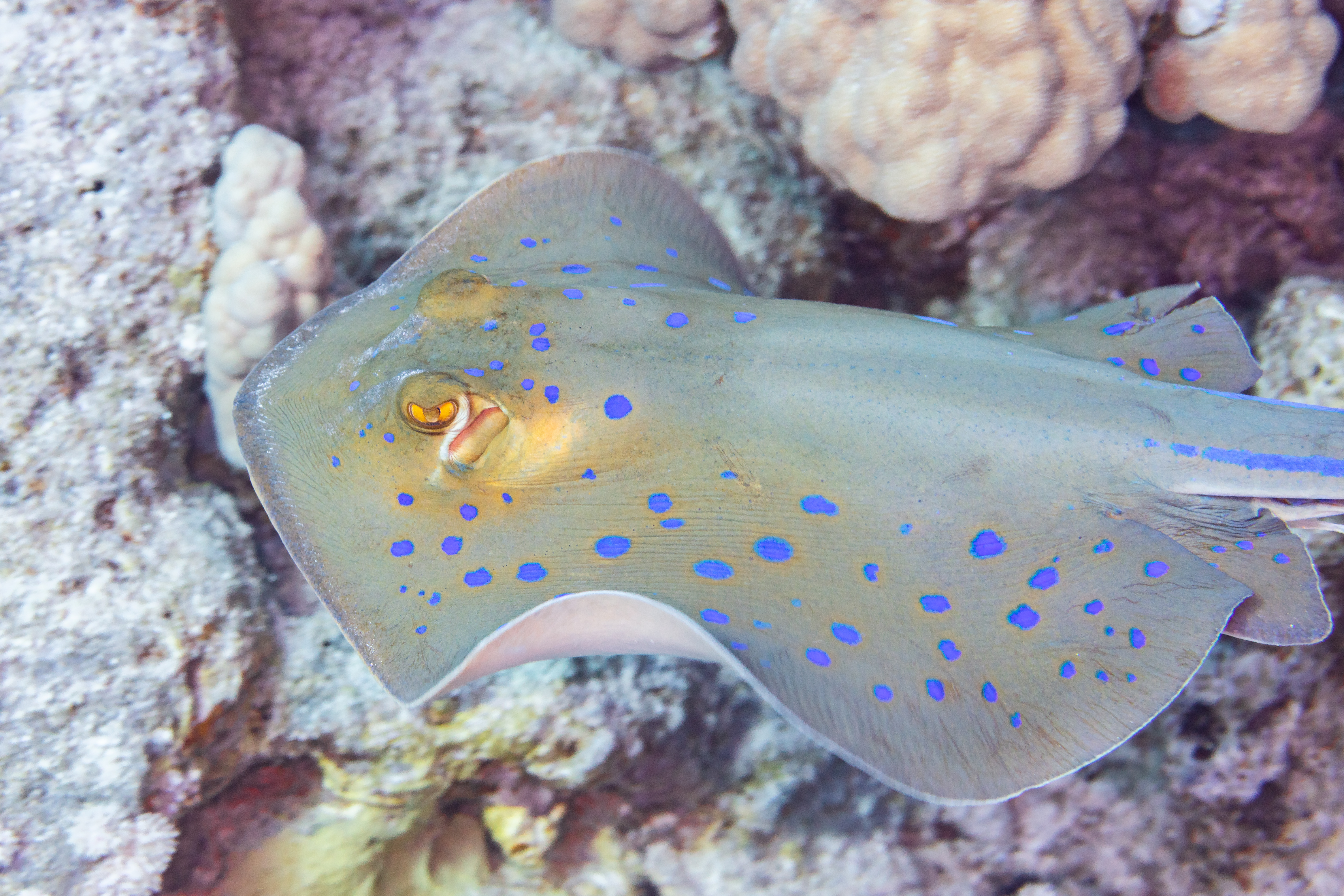
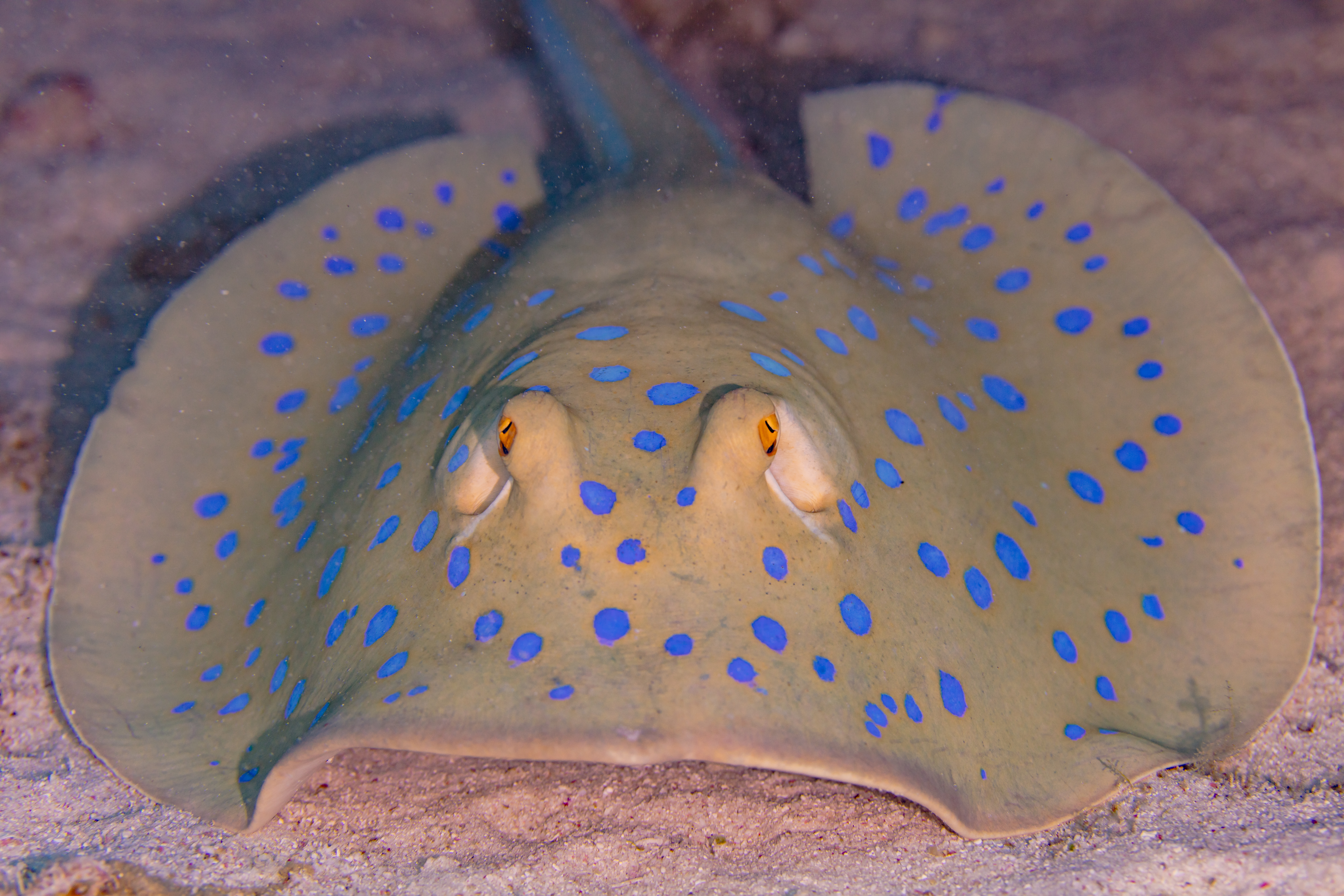
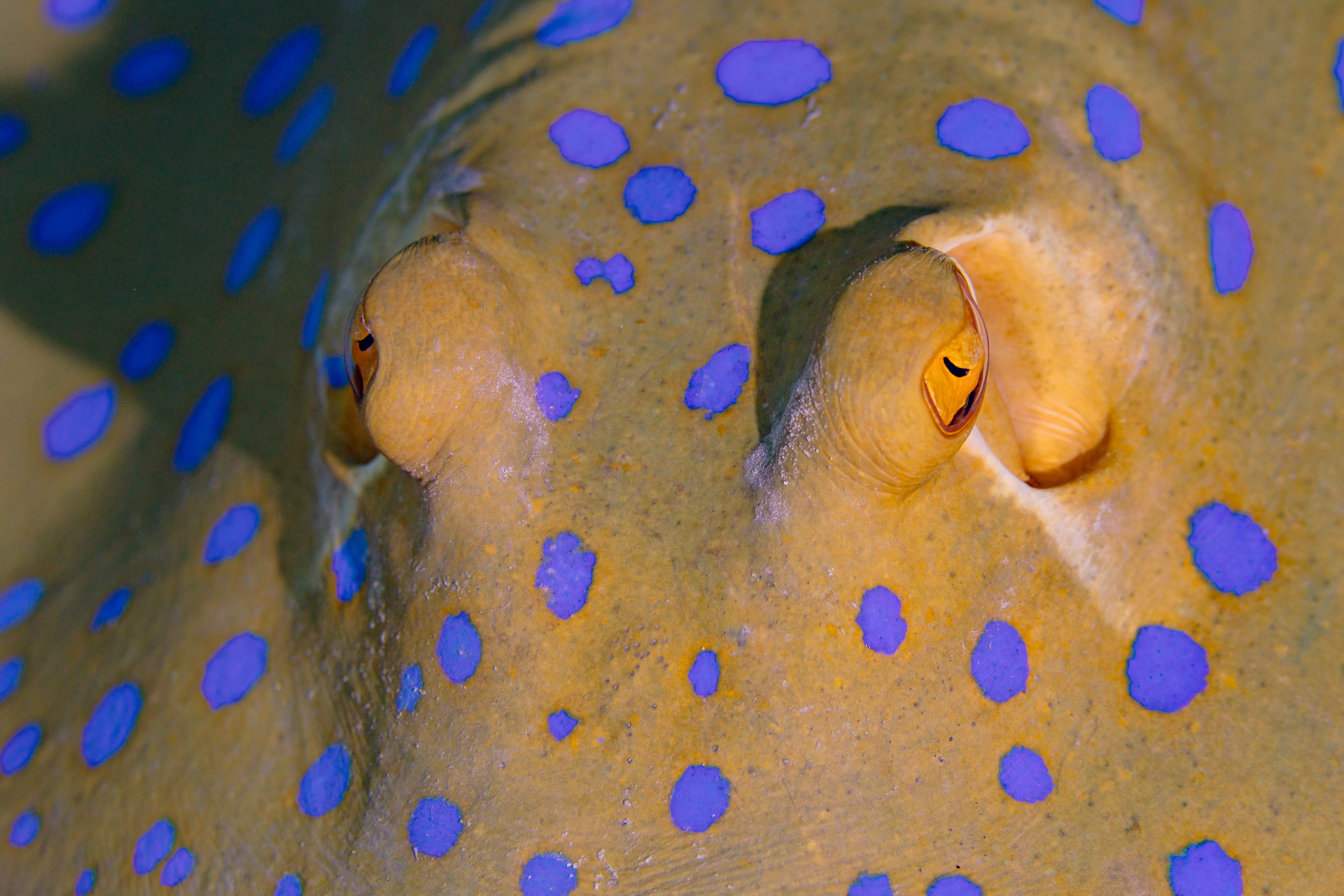